# Magical Tarurūto-kun (jeu vidéo, Sega)
Magical Tarurūto-kun est un jeu vidéo de plates-formes sorti exclusivement au Japon en 1992 sur Mega Drive. Le jeu a été édité par Sega. Il s'agit d'une adaptation du manga Talulu le magicien.

## Personnages
Talulu, le magicien
Voix japonaise : Tarako (en)